# 西刘屯镇河楼
西刘屯镇河楼是一处古建筑，位于山西省晋中市介休市义棠镇西刘屯村，建于明。
2021年8月4日，西刘屯镇河楼公布为第六批山西省文物保护单位。